# Władysław Strzemiński
Władysław Strzemiński (Minsk, 21 novembre 1893 – Łódź, 26 dicembre 1952) è stato un pittore, teorico dell'arte e pedagogo polacco.

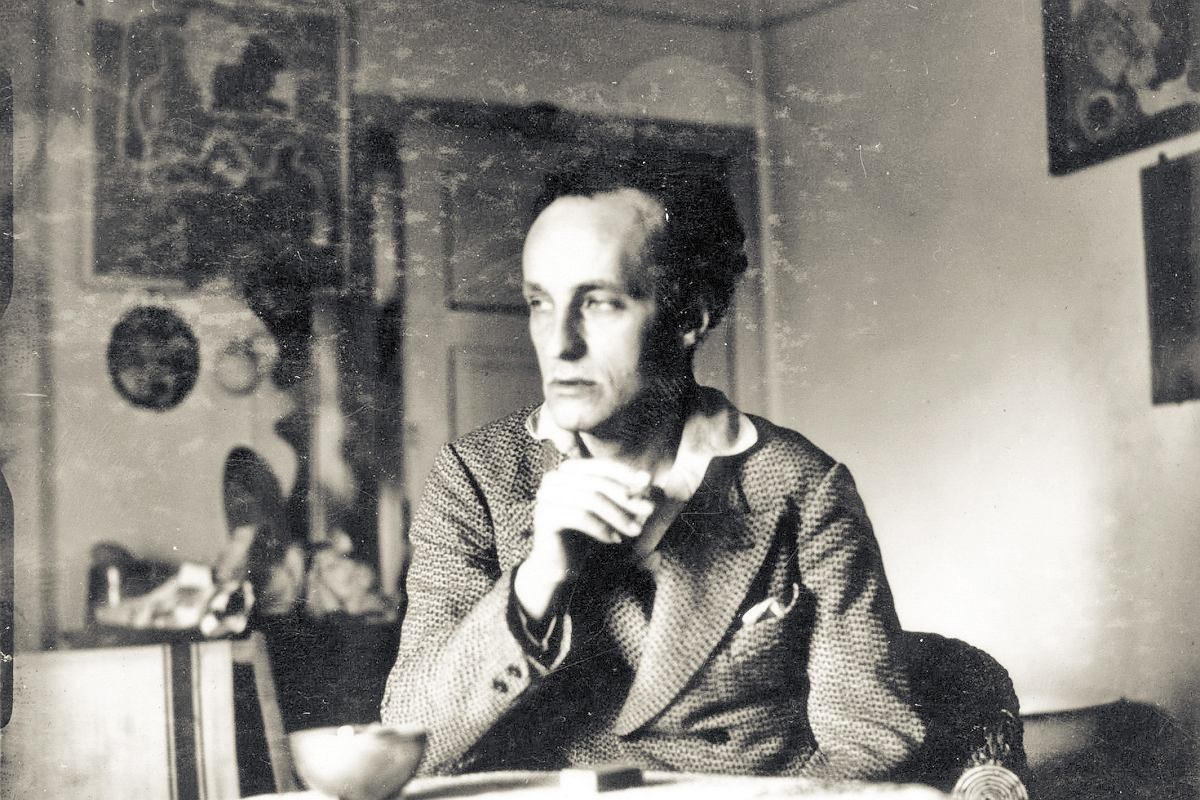
Władysław Strzemiński (1932)

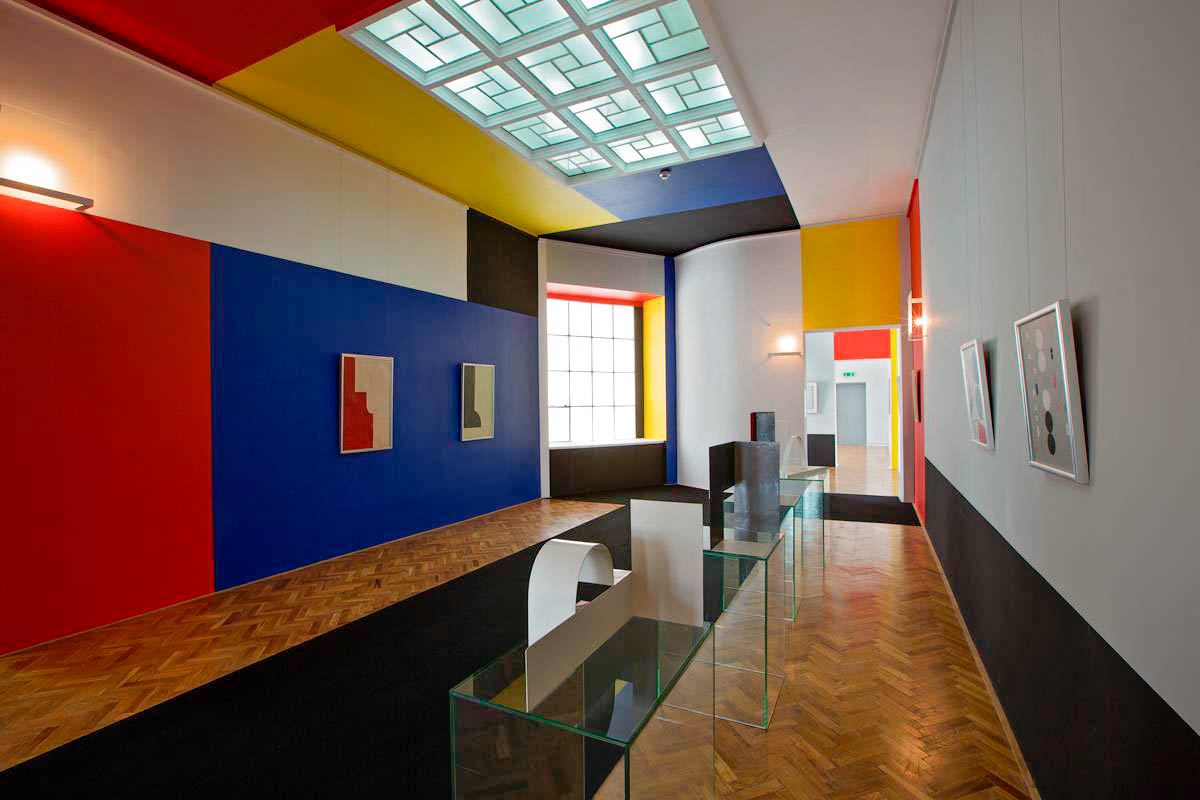
Stanza neoplastica ricostruita nel 1960 da Bolesław Utkin, uno degli studenti di Strzemiński.

È considerato un pioniere dell'avanguardia costruttivista degli anni 1920 e 1930 e lo sviluppatore della teoria dell'unismo (in polacco: unizm).

## Biografia
Strzemiński nacque a Minsk da una famiglia di etnia polacca. Nel 1914 si laureò alla Scuola Militare di Ingegneria Civile. Durante la prima guerra mondiale prestò servizio come sottotenente presso la fortezza di Osowiec. Nel 1915 fu gravemente ferito durante la cosiddetta Carica dei morti. Nel 1920 sposò la scultrice Katarzyna Kobro (Riga 1898 - Łódź 1950).
Nel 1922 si trasferì a Vilnius e l'anno successivo aiutò Vytautas Kairiūkštis nella creazione della prima mostra d'arte d'avanguardia in quello che oggi è il territorio della Lituania.
Nel novembre 1923 si trasferì a Varsavia, dove fondò con Henryk Berlewi il gruppo costruttivista Blok.
Negli anni 1920 formulò la sua teoria dell'Unismo, teoria artistica derivata da cubismo e suprematismo e che tendeva a stabilire un'unità organica di trama, colore e composizione. I suoi dipinti hanno ispirato le composizioni musicali del compositore polacco Zygmunt Krauze. Fu autore di un libro rivoluzionario intitolato La teoria della visione. È stato cocreatore dell'unica collezione d'arte d'avanguardia di Łódź grazie all'entusiasmo dei membri del gruppo "a.r." ("artisti rivoluzionari") come Katarzyna Kobro e Henryk Stażewski (artisti) e Julian Przyboś e Jan Brzękowski (poeti).
Nella Łódź del dopoguerra fu insegnante presso la Scuola Superiore di Arti Plastiche e Design del Muzeum Sztuki a Łódź, dove una delle sue allieve era Halina Ołomucki, sopravvissuta ai campi di concentramento nazisti. La sua Sala Neoplastica fu installata nel Muzeum Sztuki a Łódź nel 1948, ma fu rimossa nel 1950 perché non si adattava all'estetica del realismo socialista imposta da Włodzimierz Sokorski, ministro della cultura del Partito polacco dei lavoratori uniti.
Le sue opere sono state esposte in musei di tutto il mondo come il Centre Pompidou, Museo Reina Sofía, Moderna Museet Malmö e Whitechapel Gallery.
Il film di Andrzej Wajda Il ritratto negato (Powidoki) racconta la vita di Strzemiński.

## Dipinti

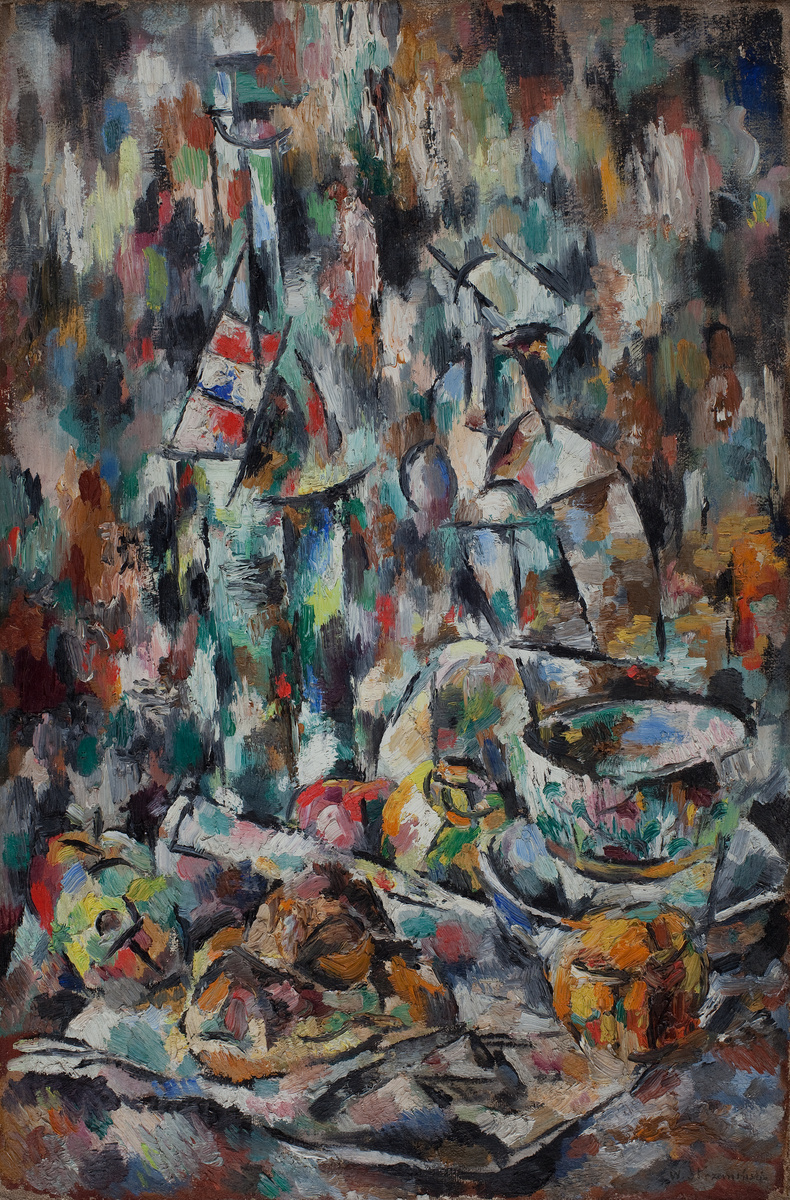
Natura morta IV (1926/1927)
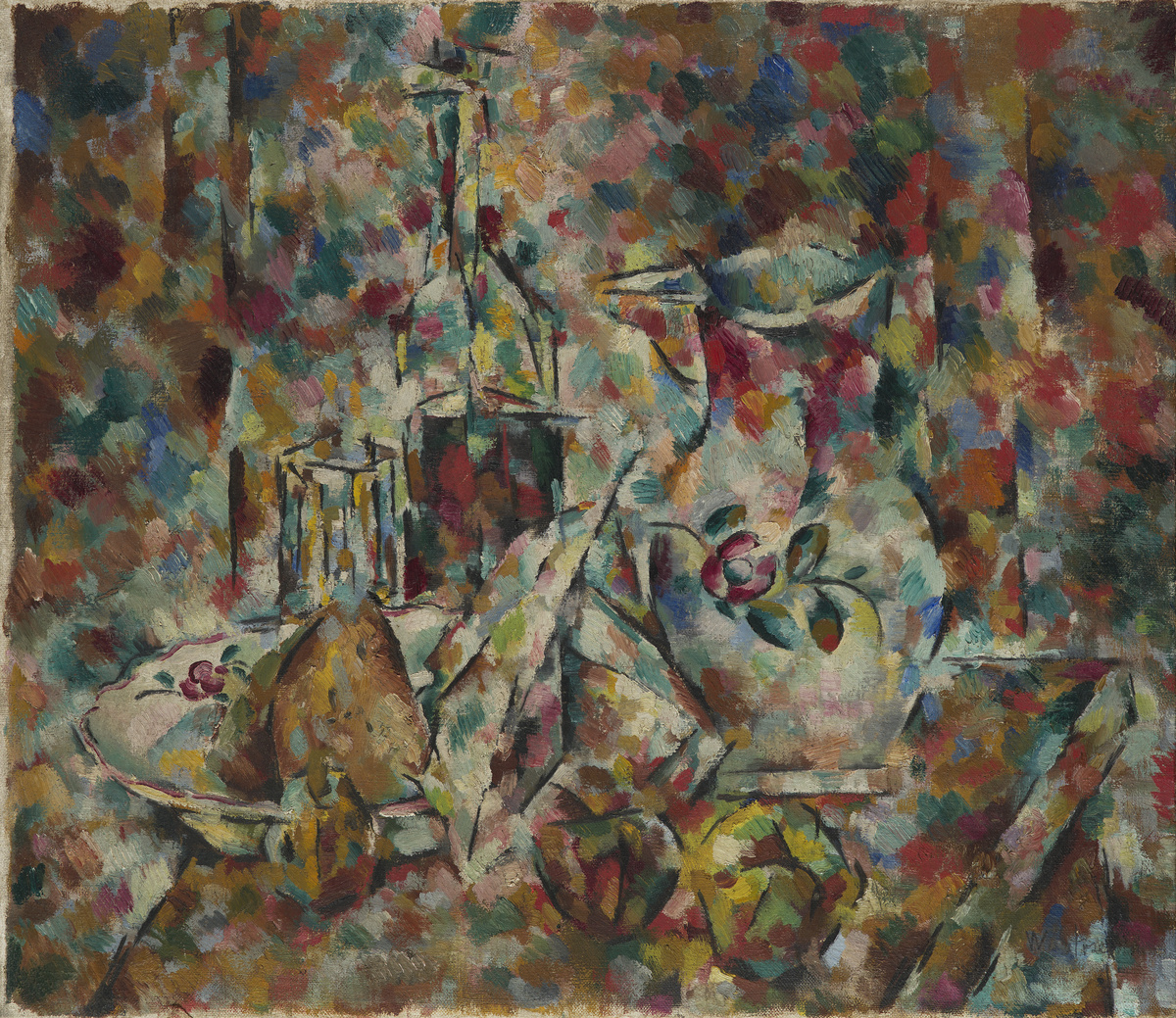
Natura morta (1926)
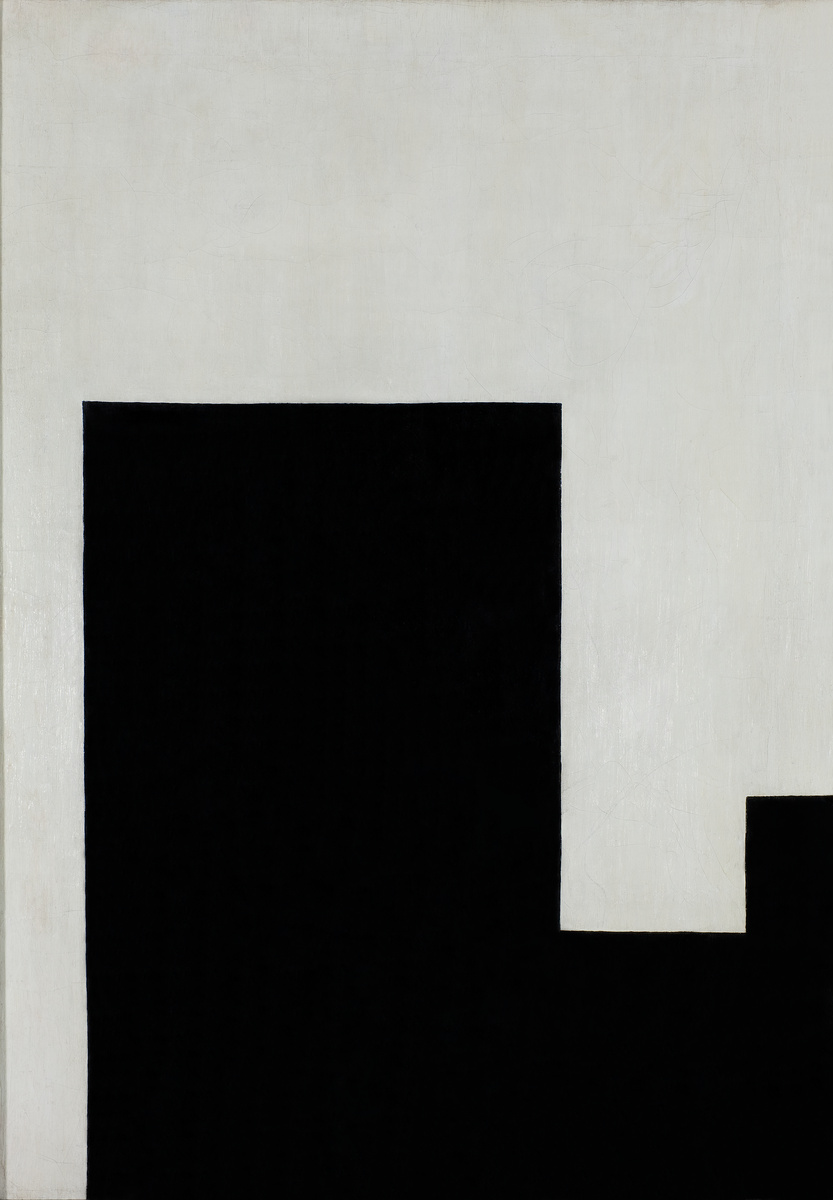
Composizione architettonica I (1926)
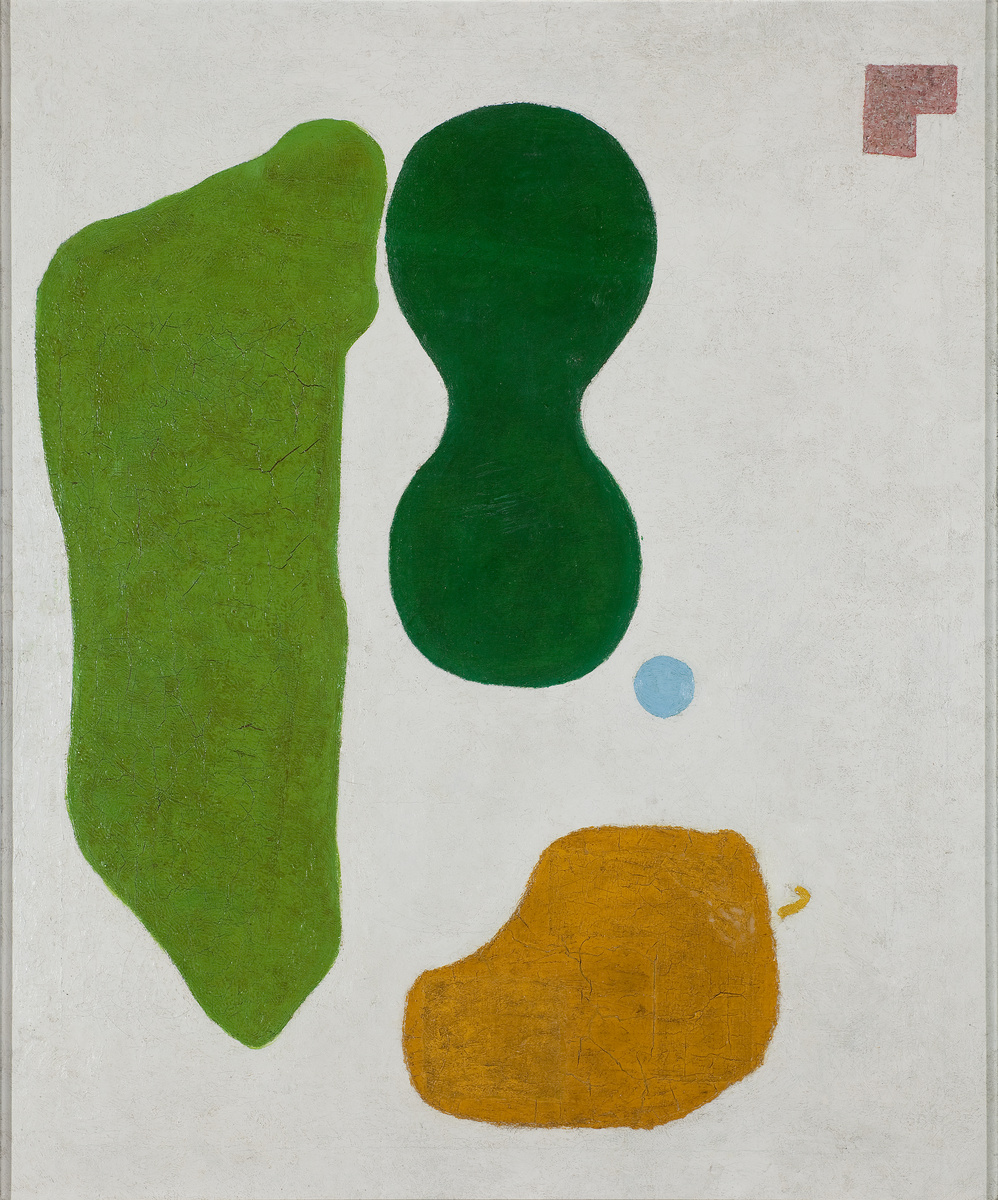
Composizione sintetica I (1923)
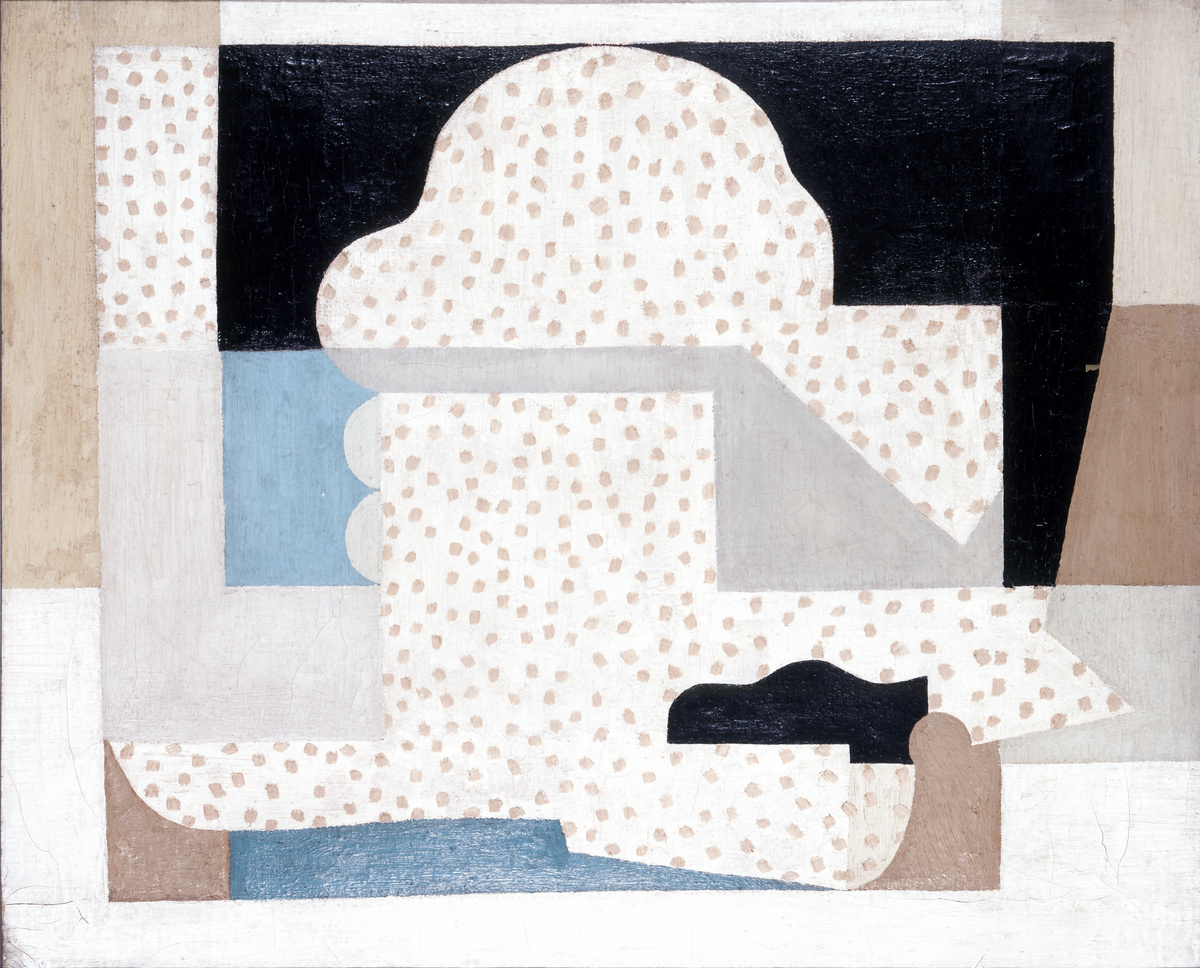
Natura morta 3 (1923)
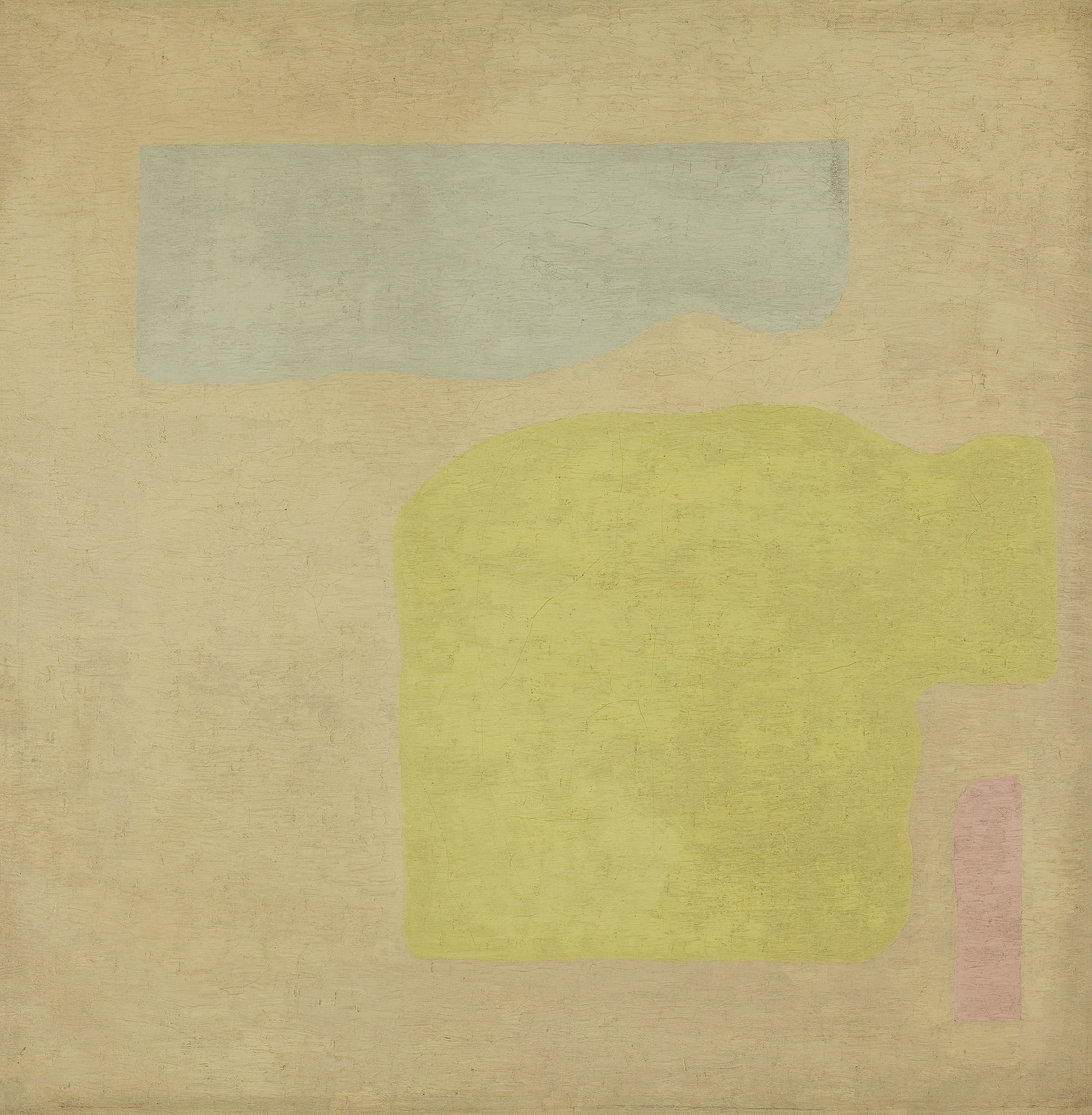
Composizione Unitista 4 (1925)
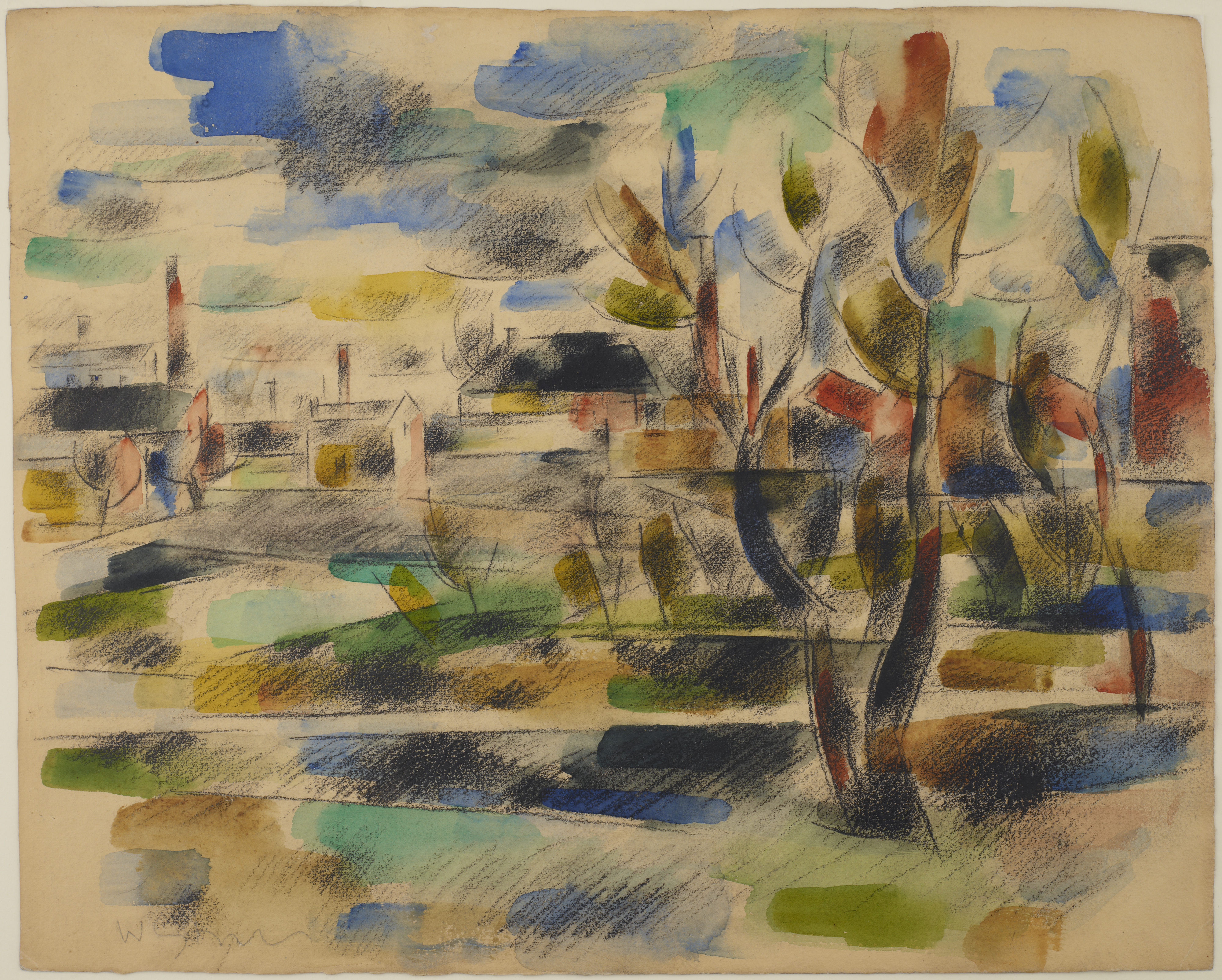
Paesaggio di Łódź visto da Retkinia (1941)